# Bojarów
Bojarów – część miasta Otwocka, położona na południowym brzegu Świdra, w okolicach dzisiejszej ulicy Bolesława Chrobrego.
Dawniej wieś założona po 1880 roku przez Konstantego Moesa-Oskragiełłę. Ziemie te były częścią kupionego wcześniej przez niego folwarku Anielin, gdzie Oskragiełło założył zakład przyrodoleczniczy. Bojarów składał się w 1951 roku z 5 zabudowań. Rok później został przyłączony do Otwocka.